# Georgië op het Eurovisiesongfestival 2012
Georgië nam deel aan het Eurovisiesongfestival 2012 in Bakoe, Azerbeidzjan. Het was de vijfde deelname van het land op het Eurovisiesongfestival. De De Georgische publieke omroep (GPB) was verantwoordelijk voor de Georgische bijdrage in 2012.

## Selectieprocedure
Pas op 9 december 2011 gaf de Georgische nationale omroep te kennen te zullen deelnemen aan de editie van 2012 van het Eurovisiesongfestival. Geïnteresseerden kregen tot 15 januari de tijd om liedjes op te sturen. Deze moesten in het Georgisch of in het Engels geschreven zijn. Zowel artiesten als componisten moesten over de Georgische nationaliteit beschikken. Er waren maar dertien inzendingen, waarvan negen door een jury werden geselecteerd voor de nationale finale op 19 februari 2012. De winnaar daarvan was Anri Dzjochadze met zijn lied I'm a Joker.

## Nationale finale
| Volgorde | Artiest                    | Lied                 |
| -------- | -------------------------- | -------------------- |
| 1        | Mirror Illusion            | "Whisper"            |
| 2        | November                   | "Letter to a friend" |
| 3        | Industrial City            | "Broken"             |
| 4        | Levan Dzjibladze (Leo Jee) | "It's my life"       |
| 5        | Edward Tatiani (Eddie)     | "Hey you"            |
| 6        | Boris Bedia                | "It's life"          |
| 7        | Vanilla Cage               | "Breaking the cage"  |
| 8        | REMA                       | "Feel me"            |
| 9        | Anri Dzjochadze            | "I'm a Joker"        |

## In Bakoe
In Bakoe trad Georgië aan in de tweede halve finale op donderdag 24 mei en eindigde daarin op de veertiende plaats, vóór Joan Franka die Nederland vertegenwoordigde.
2007 · 2008 · 2009 · 2010 · 2011 · 2012 · 2013 · 2014 · 2015 · 2016 · 2017 · 2018 · 2019 · 2020 · 2021 · 2022 · 2023 · 2024 · 2025
Albanië · Azerbeidzjan · België · Bosnië en Herzegovina · Bulgarije · Cyprus · Denemarken · Duitsland · Estland · Finland · Frankrijk · Georgië · Griekenland · Hongarije · Ierland · IJsland · Israël · Italië · Kroatië · Letland · Litouwen · Macedonië · Malta · Moldavië · Montenegro · Nederland · Noorwegen · Oekraïne · Oostenrijk · Portugal · Roemenië · Rusland · San Marino · Servië · Slovenië · Slowakije · Spanje · Turkije · Verenigd Koninkrijk · Wit-Rusland · Zweden · Zwitserland